# بول لوران
بول لوران (بالفرنسية: Hermann Laurent)‏ (و. 1841 – 1908 م) هو رياضياتي فرنسي، ولد في مدينة لوكسمبورغ، توفي في باريس، عن عمر يناهز 67 عاماً.

## جوائز
حصل على جوائز منها:
- Poncelet Prize [الإنجليزية]‏ (1894)
- نيشان جوقة الشرف من رتبة ضابط